# Atlantis: El regreso de Milo
Atlantis: El regreso de Milo (título original en inglés: Atlantis: Milo's Return) es una película producida por Walt Disney Television Animation, lanzada directamente para video el 20 de mayo de 2003. Es una secuela de la película animada de 2001 Atlantis: El imperio perdido.
Originalmente, Disney estaba desarrollando una secuela con otra trama, pero fue abandonada una vez que El imperio perdido tuvo menos éxito de lo previsto. La secuela editada consta de tres historias, originalmente destinadas a ser tres episodios de una serie que nunca se completó llamado Team Atlantis. Se realizó una animación adicional para vincular las historias más de cerca.
Cree Summer (Kida), Corey Burton (Mole), Don Novello (Vinny), Phil Morris (Dr. Sweet), Jacqueline Obradors (Audrey), John Mahoney (Whitmore) y Florence Stanley (Wilhelmina) Con James Arnold Taylor en sustitución de Michael J. Fox como Milo (ya que Fox estaba demasiado ocupado trabajando en Stuart Little 2, que salió un año antes) y Steve Barr en sustitución de Jim Varney, que murió antes de la primera película terminó la producción, como Cookie.
Esta es también la última película de Florence Stanley, ya que murió meses después de terminar la producción.

## Reparto
| Actor de voz original    | Personaje                    | Actor de voz español      | Actor de voz latino     |
| ------------------------ | ---------------------------- | ------------------------- | ----------------------- |
| James Arnold Taylor      | Milo James Thatch            | Jordi Pons                | José Antonio Macías     |
| Cree Summer              | Princesa Kidagakash          | Eva Díez                  | Rosalba Sotelo          |
| John Mahoney             | Preston B. Whitmore          | Rafael de Penagos         | Jesse Conde             |
| Jacqueline Obradors      | Audrey Rocío Ramírez         | Mar Bordallo              | Cristina Hernández      |
| Jacqueline Obradors      | Enfermera                    | Elena Palacios            | Carolina Smith          |
| Don Novello              | Vincenzo Santorini (Vinny)   | Pasquale Anselmo          | Esteban Silva           |
| Corey Burton             | Gaetan Molière (Mole)        | Juan Perucho              | Arturo Mercado          |
| Phil Morris              | Dr. Joshua Strongbear Sweet  | Luis Bajo                 | Martin Hernandez        |
| Florence Stanley         | Wilhelmina Bertha Packard    | Gloria Roig               | María Santander         |
| Frank Welker             | Obby                         |                           | Ricardo Tejedo          |
| Frank Welker             | Capitán Mantell              | Fernando Hernández        | Humberto Solórzano      |
| Steve Barr               | Jebidiah Farnsworth (Cookie) | Eduardo Moreno            | Esteban Siller          |
| Clancy Brown             | Edgard Volgud                | Daniel Dicenta            | Miguel Ángel Ghigliazza |
| Jean Gilpin              | Inger                        | Amparo Valencia           | Claudia Garzón          |
| Kai Rune Larsen          | Marinero                     | Ivar Nergaard             |                         |
| Kai Rune Larsen          | Artillero                    | Erik Skold                |                         |
| Bill Fagerbakke          | Sven                         | Per Skjolsvik             |                         |
| Thomes F. Wilson         | Ashton Carnaby               | José Ángel Juanes         | Humberto Vélez          |
| Floyd Red Crow Westerman | Chakashi                     | Luis Gaspar               | Jorge Lavat             |
| Jeff Bennett             | Sam McKeane                  | Antonio Fernández Sánchez | Jaime Vega              |
| William Morgan Sheppard  | Erik Hellstrom               | Paco Hernández            | Sebastián Llapur        |